# Кольцов-Мосальский, Иван Владимирович
Князь Иван Владимирович Кольцов-Мосальский (ум. после 1611) — стольник, дворянин московский и воевода во времена правления Бориса Годунова и Смутное время.
Рюрикович в XXI колене, из рода князей Кольцовых-Мосальских. Старший сын князя и боярина Владимира Васильевича Кольцова-Мосальского и Марфы Ивановны. Имел братьев: Андрея и стольника Григория Владимировичей.

## Биография

### Служба Борису Годунову
В 1598 году подписался за себя и за брата князя Андрея Владимировича на акте избрания царём Бориса Годунова. В этом же году воевода на Таре, откуда 09 мая направлен главным воеводой Тобольска Е. В. Бутурлиным, вместе с набранным войском в количестве 700 человек русских и 300 человек татар, против хана Кучума. Доподлинно не известно, где они нашли хана Кучума, но по довольно продолжительному походу князя Ивана Владимировича, можно предположить, что ставка хана находилась далеко. Г.Ф. Миллер так описывает этот поход в труде "Описание Сибирского царства": "напали на хана в самом его кочевье, великое множество татар побили, в полон взяли шесть жён с тремя сыновьями и с двумя дочерьми и множеством знатных пленников и рядовых татар. В добычу получили они всё имение ханского кочевья с принадлежащим скотом и 23 августа прибыли благополучно назад в город Тару не потеряв с российской стороны ни одного человека" (в некоторых Сибирских летописях упоминается о трёх женах и троих сыновьях, а также только о двух жёнах и об одном сыне, не упоминая ни об одной дочери). За победу над ханом Государь пожаловал воевод золотыми, служилых людей участвовавших в походе и сеунчей — великим жалованием. Сибирских цариц и царевичей велел беречь, дав "великий корм", чтоб им никакой нужды не было.
В 1601—1602 годах первый воевода на Таре, ходил с войском против того же Кучюма, вновь разбил его, взял в плен восемь жён (наложниц) и троих детей от них, получил много ясаку и отправил всё в Москву, за что вновь пожалован золотым.

#### Служба в Смутное время
Присягнул Лжедмитрию I и в мае 1606 года на его свадьбе с Мариной Мнишек был вместе с братом князем Андреем Владимировичем, вторым рындой в белом платье, ходил с окольничими перед самозванцем и был с ним девятым мовником в бане.
В 1608 году стольник и первый воевода в Терках. По челобитью боярина и дворецкого князя Василия Михайловича Рубца Мосальского с братией и племянниками, расписался на грамоте королю Сигизмунду III с просьбой утвердить за ними их прежнюю вотчину — город Мосальск с волостями, на что 5 (15) декабря 1610 года получают подтвердительную грамоту. 
В 1611 году стольник, в Боярском списке этого года имеется помета —  'в Сибири".
По родословной росписи показан бездетным.